# Монтерме (кантон)
Монтерме́ (фр. Monthermé) — кантон во Франции, находится в регионе Шампань — Арденны, департамент Арденны. Входит в состав округа Шарлевиль-Мезьер.
Код INSEE кантона — 0816. Всего в кантон Монтерме входит 8 коммун, из них главной коммуной является Монтерме.

## Коммуны кантона
| Коммуна       | Население, чел. (1999) | Почтовый индекс | Код INSEE |
| ------------- | ---------------------- | --------------- | --------- |
| Боньи-сюр-Мёз | 5 838                  | 08120           | 08081     |
| Девиль        | 1 218                  | 08800           | 08139     |
| Ле-От-Ривьер  | 1 949                  | 08800           | 08218     |
| Лефур         | 568                    | 08800           | 08242     |
| Монтерме      | 2 791                  | 08800           | 08302     |
| Ольме         | 84                     | 08800           | 08217     |
| Тиле          | 1 093                  | 08800           | 08448     |
| Турнаво       | 147                    | 08800           | 08456     |

## Население
Население кантона на 1999 год составляло 13 688 человек.
| 1962   | 1968   | 1975   | 1982   | 1990   | 1999   | 2006 | 2007 | 2008 |
| ------ | ------ | ------ | ------ | ------ | ------ | ---- | ---- | ---- |
| 15 366 | 16 117 | 16 429 | 15 274 | 14 158 | 13 688 | —    | —    | —    |